# (36580) 2000 QZ124
2000 QZ124 (asteroide 36580) é um asteroide da cintura principal. Possui uma excentricidade de 0.11306330 e uma inclinação de 2.55851º.
Este asteroide foi descoberto no dia 29 de agosto de 2000 por LINEAR em Socorro.